# 吉拉德食蚊魚
吉拉德食蚊魚，為輻鰭魚綱鯉齒目鯉齒亞目花鳉科的其中一種，分布於中美洲古巴的淡水流域，體長可達5公分，棲息在水質清澈、流動緩慢的湖泊、溪流、水塘，屬雜食性，以藻類、矽藻、昆蟲幼蟲等為食，可作為觀賞魚。

## 擴展閱讀
維基物種上的相關：吉拉德食蚊魚